# Хилово (Тверская область)
Хилово — деревня в Селижаровском муниципальном округе Тверской области.

## География
Находится в западной части Тверской области на расстоянии приблизительно 5 км на север по прямой от административного центра округа поселка Селижарово на правом берегу речки Селижаровка.

## История
Деревня была показана ещё на карте 1825 года. В 1859 году здесь (деревня Осташковского уезда Тверской губернии) было учтено 4 двора, в 1941 — 15. До 2020 года входила в состав Селищенского сельского поселения Селижаровского района до их упразднения.

## Население
Численность населения: 35 человек (1859 год), 2 (русские 100 %) 2002 году, 3 в 2010.

## Археология
На правом берегу реки Селижаровка в 1,3 км к западу от деревни Хилово находится курганная группа Хилово - 1  (6 насыпей) XI — XII веков.